# アルンシュタット
アルンシュタット(ドイツ語：Arnstadt ドイツ語発音: [ˈarnʃtat] ( 音声ファイル)) は、ドイツテューリンゲン州イルム郡にある、州都エアフルトから約20Km南にあるゲーラ川沿いの町である。テューリンゲン州で最も古い町である。テューリンゲンの森の北の端に位置することから愛称は「テューリンゲンの森入口（Das Tor zum Thüringer Wald）」である。

## 名称
アルンシュタットは中世までの間、多くの綴りで史書に登場してきた。その一覧を以下に示す(括弧内は登場年)。
- Arnestati (704)
- Armistati (726)
- Aranstedt (954)
- Arnstete (1176)
- Arnestete (1182)
- Arenstede (1209)
- Arnistete/Arnstete (1227)
- Arnestede (1263)
- Arnisthede (1266)
- Arinstede (1273)
- Arnstet (1304)
- Arnstetten (1332)

## 歴史

### 先史時代
新石器時代(前6000-前2000年)、アルンシュタットに定住していた人々によって、町内のアルテブルクという山に砦が築かれた。その後の青銅器時代(前2000-前750年)には集落の弱体化の痕跡があるが、鉄器時代の出土品である土器や骨角器から、アルンシュタットの人口は再び増加し、ゲルマン人に対するケルト人の防衛線の拠点として機能していたと考えられている。

### 古代
ゲルマン人の大移動に伴ってこの地域にはテューリンゲン王国が成立し、その中にはアングル人の姿もあった。

### 中世
531年にテューリンゲン王国が滅ぶと、アルンシュタットもフランク王国の支配下に置かれた。その後、704年5月1日にヴュルツブルクの部族大公ヘダーン2世がアングロ・サクソン人ヴィリブロルドに宝物を下賜した場所として、初めて文献にアルンシュタットが現れた。その後、1220年の文書で初めてアルンシュタットが「都市(Stadt)」として登場し、1266年にはヘルスフェルト修道院によって市権が与えられた。

### 近代
ヨハン・ゼバスティアン・バッハの大叔父にあたるハインリヒ・バッハが、アルンシュタットのオーバー教会と聖マリア教会で51年にわたってオルガンを演奏していた。そして1703年には、当時18歳のJ.S.バッハ自身も同じくアルンシュタットにある新教会（現バッハ教会）でオルガンを演奏し、同教会のオルガニストとして迎えられた。

## 名所
- アルンシュタットの新教会（現在はバッハ教会）

音楽家・作曲家ヨハン・ゼバスティアン・バッハが、オルガン奏者として仕事に付いた教会である。

## 出身者
- マルセル・キッテル: 自転車競技選手

## 姉妹都市
2023年時点で、アルンシュタットの姉妹都市は以下のとおりである。
- カッセル(1989年5月27日-)：ドイツ、ヘッセン州
- ル・ブスカ(1994年11月19日-)：フランス、ジロンド県
- ドゥビー(1998年4月25日-)：チェコ、ウースチー州
- グルク(1998年5月22日-)：オーストリア、ケルンテン州